# Pluto e l'armadillo
Pluto e l'armadillo (Pluto and the Armadillo) è un film del 1943 diretto da Clyde Geronimi. È un cortometraggio animato della serie Mickey Mouse, prodotto dalla Walt Disney Productions e uscito negli Stati Uniti il 19 febbraio 1943, distribuito dalla RKO Radio Pictures.

## Trama
L'aereo su cui Topolino e Pluto viaggiano fa 15 minuti di sosta a Belém. Topolino lancia la palla di Pluto nella giungla, e il cane la insegue, fino a trovare un armadillo uguale alla sua palla. Pluto inizia così a rincorrere l'animale, finché, in uno scatto d'ira, distrugge la palla; pensando di aver ucciso l'armadillo, scoppia a piangere, ma poco dopo quest'ultimo consola Pluto e i due giocano insieme. Al momento di riprendere l'aereo, Topolino porta a bordo anche l'armadillo, credendo che sia la palla di Pluto, rimanendo sorpreso quando scopre la verità.

## Distribuzione

### Edizione italiana
Il corto fu doppiato in italiano negli anni ottanta per la sua inclusione all'interno della VHS del 1986 del cortometraggio Tigro e Winny-Puh a tu per tu. In seguito fu ridoppiato negli anni novanta per la televisione, e tale doppiaggio è presente anche in DVD.

### Edizioni home video

#### VHS
- Winny Puh a tu per tu (marzo 1986)

#### DVD
Il cortometraggio è incluso nel DVD Walt Disney Treasures: Pluto, la collezione completa - Vol. 1.